# Mauger Nunatak
Mauger Nunatak är en nunatak i Antarktis. Den ligger i Östantarktis. Nya Zeeland gör anspråk på området. Toppen på Mauger Nunatak är 2 780 meter över havet.
Terrängen runt Mauger Nunatak är huvudsakligen platt, men åt nordväst är den kuperad. Trakten är obefolkad. Det finns inga samhällen i närheten.